# Psychotria steinbachii
Psychotria steinbachii är en måreväxtart som beskrevs av Paul Carpenter Standley. Psychotria steinbachii ingår i släktet Psychotria och familjen måreväxter. Inga underarter finns listade i Catalogue of Life.